# Marlen Liebau
Marlen Liebau (* 1951 in Sachsen-Anhalt) ist eine bildende Künstlerin, die mit Malerei, Rauminstallation und Landart arbeitet.

## Leben
Liebau wuchs in Thüringen (DDR) auf und studierte in Dresden und Berlin. Seit der Ausreise in die Bundesrepublik Deutschland im Jahr 1980 lebte und arbeitete sie als freiberufliche bildende Künstlerin in Berlin-Kreuzberg. 2012 verlagerte sie ihren Lebens- und Arbeitsschwerpunkt in ein kleines Dorf bei Stendal in der Altmark, wo sie die Initiative Kunst und Energie gründete.

## Werk
Die künstlerischen Arbeiten reichen von Malerei über Videoinszenierungen, Installationen, Skulpturen, urbanen Projekten bis zu Landart-Beiträgen. Aus der Zusammenarbeit mit Musikern sind Gesamtchoreografien von Raum, Musik und bildnerischen Mitteln entstanden. So sind mit dem Musiker und Komponisten Ulrich Krieger in den 1980er Jahren die Raumopern I – V entstanden, auf den Ort bezogene Inszenierungen, die mit der Raumoper I im SO 36 in Berlin-Kreuzberg begannen und mit der Raumoper V, aufgeführt 1989 im Hamburger Bahnhof in Berlin endeten. Aus der Auseinandersetzung mit industrialisierter Landschaft (Bergbaufolgelandschaften) hat sich in Zusammenarbeit mit dem österreichischen Musiker Stefan Schiske eine besondere Form der Landschaftsinszenierung entwickelt, die mit und in Tagebauformationen im südlichen Brandenburg über einen Zeitraum von fünf Jahren (1991 bis 1995) die Trilogie „Requiem über eine Landschaft“ entstehen ließ, die mit dem Hauptpreis der Europa-Biennale Niederlausitz 1995 ausgezeichnet wurde.
Die Beschäftigung mit ökologischen Fragen als zentralem Thema von heute wird auch in einem übergeordneten Verständnis zum Gegenstand der Kunstauffassung von Marlen Liebau. Diese Auseinandersetzung führte bis zur Einbeziehung neuer alternativer Technologien in künstlerische Arbeiten. So entstanden seit Mitte der 1990er Jahre solare Skulpturen und Skulpturengruppen in Zusammenarbeit mit Marc Lingk. Die solare Klanginstallation Sonnengesänge, inspiriert vom Sonnengesang (Franz von Assisi), erstmals 2003 in der Ruine der Franziskaner-Klosterkirche in Berlin gezeigt, entwickelte sie 2010 mit einer Förderung der Autostadt in Wolfsburg weiter. Sie ist Bestandteil der Ausstellungsreihe Zur Nachahmung empfohlen der Kulturstiftung des Bundes, die an vierzehn Orten weltweit gezeigt wurde.

## Ausstellungen
- 1996: Malerei. Marlen Liebau. Figur und Landschaft. (Einzelausstellung), Orangerie des Neuen Gartens Potsdam
- 2010–2016: Mit der solaren Installation Sonnengesänge mit Klängen von Marc Lingk[9] Teilnahme am Ausstellungs-Projekt Zur Nachahmung empfohlen! Expeditionen in Ästhetik und Nachhaltigkeit (ZNE) der Kulturstiftung des Bundes. Vierzehn Ausstellungsorte weltweit[10]